# Wanjira Mathai
Wanjira Mathai (dezembro de 1971) é uma ambientalista e ativista queniana. Ela é Vice-Presidente e Diretora Regional para África no World Resources Institute, com sede em Nairobi, Quénia. Nesta função, ela aborda questões globais, incluindo o desmatamento e o acesso à energia. Ela foi selecionada como uma das 100 africanas mais influentes pela revista New African em 2018 por seu papel como consultora sênior no World Resources Institute, bem como por sua campanha para plantar mais de 30 milhões de árvores através de seu trabalho no Green Belt Movement (Movimento Cinturão Verde).